# Rožmberská hrobka (Vyšší Brod)
Rožmberská hrobka je pohřebiště českého šlechtického rodu Rožmberků a jejich příbuzných pánů z Krumlova v kryptě kostela Nanebevzetí Panny Marie ve Vyšebrodském klášteře. V klášteře bylo mezi lety 1262 a 1612 pohřbeno 37 příslušníků rodu Rožmberků z deseti generací a čtyři členové rodu pánů z Krumlova. Hrobku spravují vyšebrodští cisterciáci, veřejnosti není přístupná.

## Historie

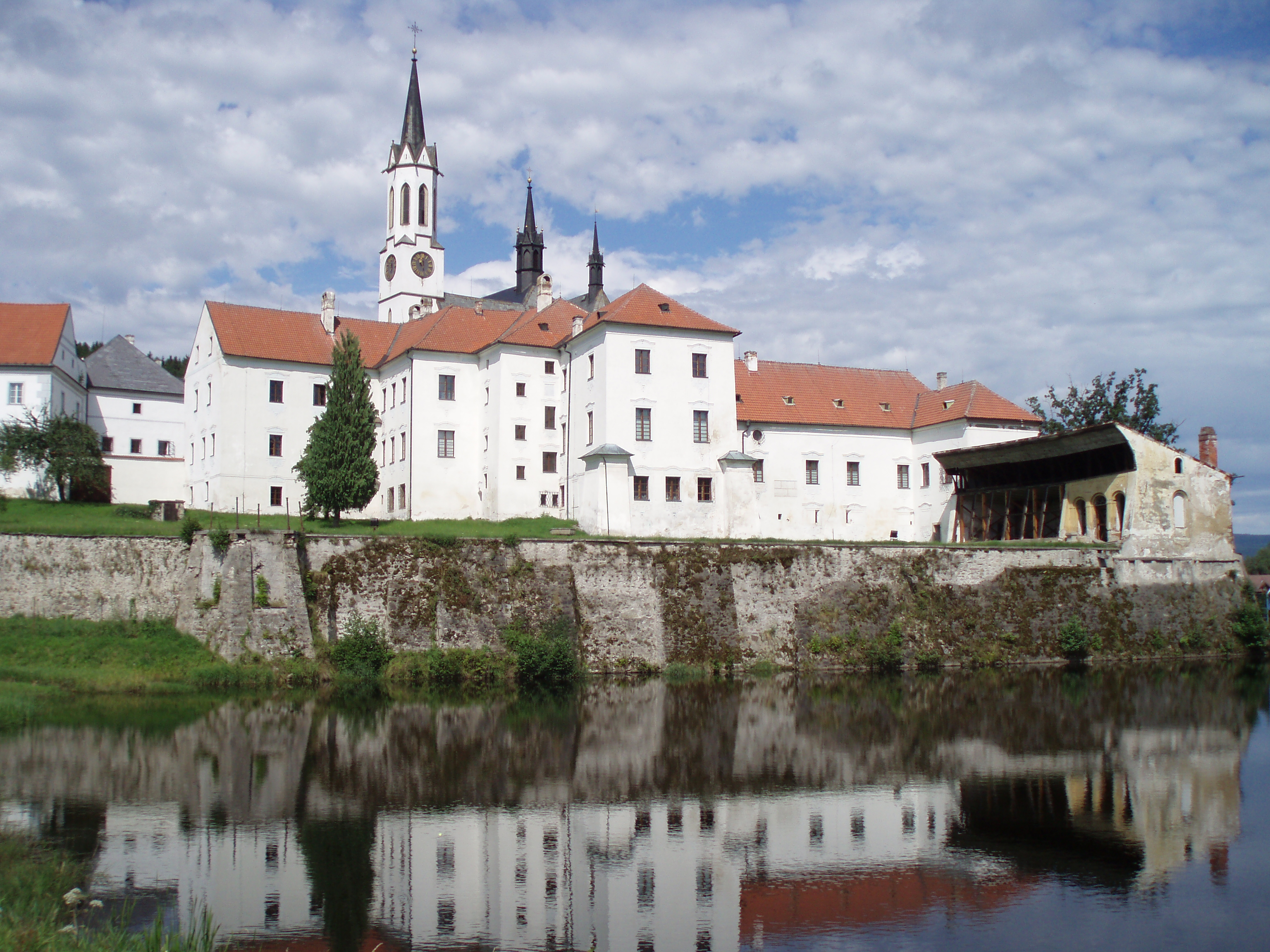
Pohled na Vyšebrodský klášter od řeky Vltavy

Vyšebrodský klášter, který se nachází asi 30 kilometrů od hlavního rožmberského sídla Českého Krumlova, byl založen z iniciativy Voka I. z Rožmberka († 1262) v roce 1259 pro cisterciáky, kteří přišli z Wilheringu. Podle legendy se jednalo o akt poděkování, že se Vok zachránil z vln rozbouřené Vltavy, když se ji snažil na koni přebrodit a strhl ho proud. Fundaci potvrdil pražský biskup Jan III. z Dražic 1. června 1259. Kromě jiných funkcí plnil klášter už od svého založení roli rožmberské nekropole.
V hrobce se pohřbívalo po dobu 350 let. Patrně na začátku 16. století se kapacita hrobky naplnila, proto byly ostatky zasypány, a tak vzniklo nové patro pro pohřbívání. V roce 1583, kdy zemřela třetí manželka Viléma z Rožmberka, již v hrobce ovšem znovu nebylo místo, proto Vilém nechal zbudovat novou hrobku v presbytáři kostela sv. Víta v Českém Krumlově. Sám v ní byl také pochován. Petr Vok si chtěl jako nekatolík zbudovat vlastní hrobku v kostele sv. Trojice (sv. Jošta) v Českém Krumlově, ovšem v roce 1601 byl donucen kvůli vysokým dluhům Český Krumlov prodat císaři Rudolfu II, proto se rozhodl pro pohřby ve Vyšším Brodě. Ve stejném roce zemřela Kateřina z Ludanic. Tehdy asi z nouze došlo k úpravám hrobky, prkna ze starých rakví byla vyrovnána ve východní části hrobky a kosterní pozůstatky pietně uloženy stranou. Vznikl tak prostor pro poslední dva pohřby.
Pravděpodobně hned v roce 1612 po posledním pohřbu byl vstup do hrobky zasypán a zazděn. Nekropole nebyla později ani v průběhu válečných let vyrabována, protože se nevědělo, kde přesně se nachází. Lidé do ní krátce nahlédli až v roce 1902. Důvodem k probourání klenby hrobky bylo hledání příčin poklesu schodů u oltáře. Nedestruktivní průzkum hrobky proběhl v letech 2009, 2011 a 2021. Primárním účelem bádání však nebyla hrobka samotná, nýbrž získání informací o podzemních dutinách a podmínkách v nich před plánovanou rekonstrukcí kostela.

## Legenda
Podle legendy členové rodu (nebo jen vladaři) nebyli pohřbeni v rakvích, ale sedí ve velkém podzemním sále v křeslech u kulatého stolu. Legendu vylíčil např. jezuitský literát a historik Bohuslav Balbín (1621–1688). 
Dozvěděl jsem se také já od starců v klášteře vyšebrodském, kteří to spatřili, že i zde na stejný způsob rozmístění lze uzřít členy rožmberského rodu, přesněji řečeno jejich mrtvoly a kostry, sedět na stolicích ve velké komoře pod kněžištěm kostela. (Bohuslav Balbín)

Ze světa legend je také tradovaná informace, že si ve své závěti poslední Rožmberk Petr Vok vymínil, že po jeho pohřbu do hrobky nikdo nevstoupí. Měl tak zabránit odhalení svých skandálních činů. Údajně totiž své předky sám obral o cennosti a prodal je, aby mohl umořit vysoké dluhy (podle článku v časopisu Zápisník č. 26 z roku 1968). Zachovaná závěť ovšem žádný zákaz neobsahuje. Jiná varianta pověsti tvrdila, že tajemství rožmberské hrobky smí být rozluštěno teprve 400 let po smrti Petra Voka.

## Popis hrobky
Hrobka se nachází v severní třetině presbytáře a sama pohřební komora má rozlohu přibližně 15 metrů čtverečních. Vchod do pohřební komory byl od západu z příčné lodi přes obdélnou vstupní šachtu, ve které bylo příkré schodiště s asi deseti stupni. Šachta byla druhotně zasypána písčitohlinitým sedimentem. Vstup v úrovni podlahy kryl kdysi velký náhrobní kámen, který se však nezachoval.
Pohřební komora má půdorys 5,3 x 2,8 metru a výšku až 2,6–2,7 metru. Svými rozměry je srovnatelná s panovnickými hrobkami. Valená klenba, na které jsou patrny otisky dřevěného šalování, je vyzděna z lomového kamene. Na západní straně komory se nachází vstupní otvor o velikosti 0,7 x 0,89 metru lemovaný nezdobeným žulovým ostěním, později uzavřený velkými kamennými deskami. Jedná se asi o nejmladší stavební úpravy až po pohřbu Petra Voka. Otvor je příliš malý, aby jím sarkofág velmože prošel.
Podzemní místnost se skládá ze dvou podlaží, z dolního zasypaného a horního volného s dochovanými sarkofágy. Původní podlahu v hloubce 3,52 metru pod podlahou chóru tvoří kamenný štět. V této úrovni se původně ukládaly dřevěné rakve s ostatky. Patrně na počátku 16. století byla hrobka zaplněna. Proto byla zavezena hlinitopísčitým sedimentem do výšky 1,25 metru. Tato zavážka v největší hloubce o mocnosti 35 cm obsahuje zbytky zetlelého dřeva z rozpadlých rakví a větší obsah fosfátů z rozložených lidských těl.
Horní nezasypané podlaží má výšku pouhých 1,5 m. Podlahu tvoří zhutněný zásyp, na kterém jsou úlomky zetlelých rakví. Vrchol klenby je ve výšce 1,5 m. V 16. století zde mohlo být uloženo kolem deseti dřevěných rakví, jejichž zbytky se nacházejí ve východní části komory. Naskládaná prkna dosahují výšky až 60 cm. V západní polovině uprostřed místnosti jsou dva cínové sarkofágy, z nichž pravý (jižní) patří Petru Vokovi. Levý (severní) sarkofág, který stojí přímo u zdi, je dva metry dlouhý, 70 cm široký 64 cm vysoký. Je zdoben horizontálními a vertikálními lištami a reliéfními maskarony s železnými kruhy v tlamách. Erby po stranách nebyly objeveny. Původně byl asi sarkofág zamýšlený pro Kateřinu z Ludanic. Nakonec v něm mohly být společně uloženy ostatky z degradovaných dřevěných rakví právě před pohřbem Kateřiny z Ludanic, pro kterou se hledalo místo. Na levém sarkofágu byla před pohřbem Petra Voka položena dubová rakev identifikovaná jako místo posledního odpočinku Kateřiny z Ludanic.

### Sarkofág Petra Voka
Cínový sarkofág měří 209 cm na délku a 64 cm na výšku. Rozšiřuje se, proto má šířku od 71 cm u nohou do 84 cm u hlavy nebožtíka. Nespočívá na nosných nohách. Snad předpokládali, že by se truhla zabořila do násypu. Dno a víko jsou zdobeny jednoduše profilovanými lištami, z nichž vycházejí lizény – čtyři rohové, po dvou na každém čele a po šesti na každé straně. Užší pole mezi lizénami zdobí cínové plastiky maskaronů, do jejich tlam byly připevněny pocínované železné kruhy, které byly určeny k přenášení sarkofágu. Celkem jich je osm – po jednom v čelech a po třech na bočnicích. Pole s držáky jsou dále zdobeny technikou rytí a tepání. Opakuje se v nich symbol Ω (omegy) – posledního písmene řecké alfabety. Středová pole bočnic zdobí celkem čtyři erby Petra Voka s knížecí korunkou v oválných vavřínových věncích bez polychromie. Jsou symbolicky připevněny hlavou dolů, což připomíná vymření rodu. Ústředním motivem víka je reliéf Ukřižování Krista. K víku je připevněn železnými šrouby právě v těch místech, kde byl Ježíš ukřižován. Výška kříže je 120 cm, zatímco samotná figura Krista měří 66 cm. V horní části nad horizontálním břevnem kříže je páska s nápisem INRI. Písmena jsou 3 cm vysoká. V dolní části kříže je páska s nápisem SANGVIS . JESV . CHRISTI . FILII . / DEI . PVRGAT . NOS . ABOMNI . PECATO, to znamená Krev Ježíše Krista, Syna Božího, nás očišťuje od každého hříchu. Písmena jsou 14–17 mm vysoká. U paty kříže je reliéf lidské lebky s dvojicí zkřížených kostí. Nad Ukřižováním je velká nápisová kartuše o velikosti 55 x 19 cm. 

ILLVSTRIS[SIMVS] : PRINCEPS : ET . DOMINVS . D[OMI]N[VS].

PETRVS . WOK. VRSINVS . GVBERNATOR . RO 

SENBERGIACAE . DOMVS . VLTIMUS. VITAM 

CVM . MORTE . COMMVTAVIT . IN . ARCE . SVA . 

TREBONENSI . V. DIE . NOVEMB[RIS] . ANTE . DILV 

CVLVM . ANNO . CHRISTI . M.DC.XI . HIC . SEPVLT[VS]

Nápis v latině může být přeložen do češtiny jako Nejosvícenější kníže a pán, pan Petr Vok Ursinus, poslední vladař dobu rožmberského zaměnil život za smrt na svém třeboňském zámku dne 5. listopadu, před svítáním, léta Kristova 1611. Zde je pohřben. V textu je 18 ligatur (spojených dvouznaků), zde znázorněny podtržením. Kontrakce měla praktický účel, aby se text vešel do omezeného prostoru. Ze stejného důvodu jsou v prvním řádku dvě slova zkrácena suspenzí. Písmena jsou 2  cm vysoká. Sarkofág odlil konvář Jáchym ze Soběslavi, podepsal se na předním čele v pravém rohu zkratkou IM.
Petr Vok měl při pohřbu nasazen na levé ruce prsten, po jeho pravém boku byl položen meč a rožmberské pečetě v červeném aksamitovém sáčku.

### Rakev Kateřiny z Ludanic
Podle zpráv Václava Březana bylo tělo Kateřiny z Ludanic uloženo ve dvou dřevěných rakvích. Vnitřní rakev byla vystlána vonnými bylinkami a kořením. Na vnitřní stranu víka vnější rakve Petr Vok napsal jakýsi vzkaz, který nikdo neměl spatřit. Na víko vnější rakve byly připevněny plechové (měděné) desky. Na horní byl text Blahoslavení mrtví, kteříž v Pánu umírají; duch zajisté dí jim, aby odpočinuli od prací svých, nebo skutkové jejich následují jich. V Zjevení v XIV. kapitole. Pod textem byl krucifix  a klečící zesnulá s textem Beránku boží, v ruce tvé poroučím duši mú. Dále hlavní informace Kateřina Rožmberská z Ludanic život svůj v Pánu dokonala léta Páně 1601 v pátek po Božím těle, jinak 22. dne měsíce června, ráno tři čtvrti před hodinou sedmou na půl orloji, v letech věku svého třiceti čtyřech. Pán Bůh rač jí veselé a utěšené vzkříšení dáti. Následoval erb. Pod ním text 1. Kor. XV v. 56: Musí zajisté toto porušitedlné tělo obléci neporušitedlnost a smrtedlné toto obléci nesmrtedlnost. Augustinus: Kdo žádá rozdělení s tělem a býti s Kristem, není mu těžko umříti, ale těžko mu živu býti, a ten s utěšením libě umírá.
Pouze v této rakvi byly při průzkumech v letech 2011 a 2021 viditelné kosterní ostatky.

## Cenné archeologické nálezy
Na víku sarkofágu Petra Voka byl v roce 2011 nalezen renesanční zlatý dámský prsten, který musel vypadnout ze sousední dřevěné rakve. Zdobí ho drahé kameny a barevný email. Řadí se ke snubním prstenům, tento konkrétní typ se označuje jako gimmel ring, který byl v 15. a 16. století oblíbený hlavně v Anglii a německých zemích. Výraz gimmel pochází z latinského gemellus neboli dvojče. Fakticky se jedná o dvojici prstenů, které jsou navrženy tak, že do sebe zapadají. Tyto snubní prsteny nosili snoubenci obvykle do svatby, poté si oba navlékla novomanželka a oba na jednom prstu utvořily celek. Při spojení prstenů vzniká tvar šestiúhelníku. Dá se předpokládat, že druhý prsten je v rakvi Petra Voka, protože jeho osobní pečetní prsten se safírem je uložen v třeboňském archivu.
Vedle cínové truhly Petra Voka se nahoře nachází mohutná dubová rakev, ze které bylo v minulosti odstraněno víko a ve které se kromě luxusních dámských šatů a jiných textilií nachází masivní zlatý řetěz, jehož podoba odpovídá šperku na portrétu Evy z Rožmberka († 1591), sestry Petra Voka.

## Rožmberský epitaf

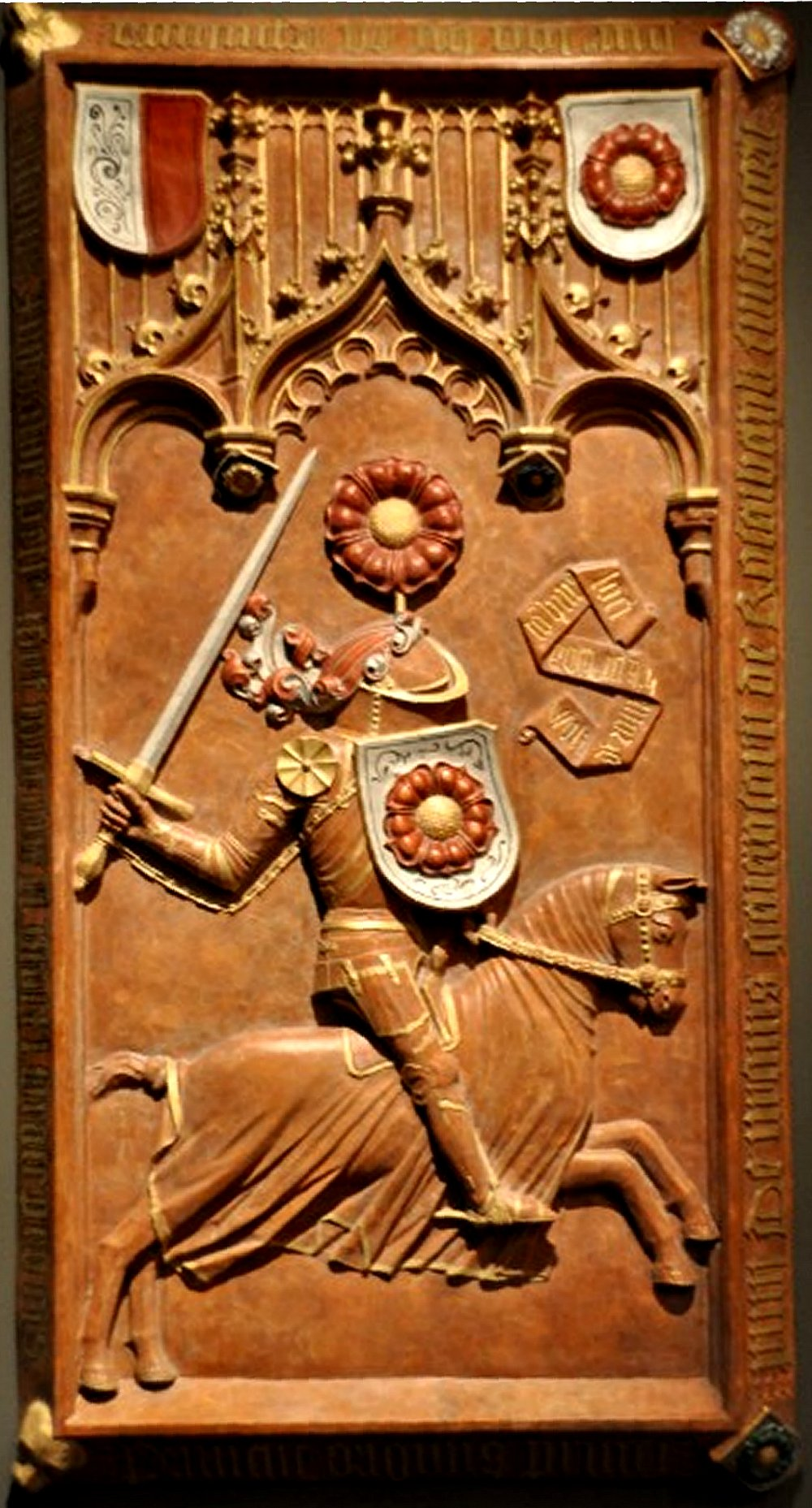
Rožmberský epitaf

Pozdně gotický rožmberský epitaf z červeného mramoru asi z poslední třetiny 15. století je zazděný v severní zdi kněžiště klášterního kostela poblíž rožmberské hrobky. Ústředním motivem je rožmberský jezdec, motiv, který je znám i z pečetí. Jezdec v plné zbroji drží v pravé ruce meč a v levé stříbrný štít s červenou růží. Stejně barevná růže zdobí jako klenot rytířovu přilbu. Rytíř je zasazený do iluzivní gotické architektury, tvořené několika oblouky, fiálami, kraby a křížovou kytkou. V horním pravém rohu je erb zakladatele kláštera Voka I. z Rožmberka a v levém jeho manželky Hedviky ze Schaunbergu. Epitaf zdobí i znaky příbuzných. Nad jezdcem je na levém svorníku arkatury zpodobněn erb pánů z Hradce (zlatá růže na modrém poli) a na pravém erb pánů z Ústí (černá růže na zlatém poli). V pravém zkoseném horním rohu desky je erb pánů z Landštejna (stříbrná růže na červeném poli) a v dolním opět erb pánů z Ústí. Levé zkosené rohy zdobí maskarony.
Vpravo od jezdce je nápisová páska ve tvaru písmene S s vyrytým zlaceným nápisem v latině Wok d´rosnberk primus fundator huius loci, to znamená Vok z Rožmberka první zakladatel tohoto místa. Na zešikmených obrubách desky je dole, vpravo a nahoře původní plastický zlacený nápis Primate originis princi / pum De ursinis generosurum de Rosenbergk fundatorum / huius loci hic est sepultura, to znamená Zde je hrob pánů z Rožmberka, zakladatelů tohoto místa, s předností původu od knížat Orsini. Na levé obrubě je dopsaný, nikoliv vyrytý nápis Ultimus Fundator Petrus Wok moritur A. Mdcxi. Orate pro eis, to jest Poslední zakladatel (míněno Rožmberk), Petr Vok, zemřel roku 1611. Modlete se za něj. Text je psán gotickou minuskulou. Autor epitafu pravděpodobně pocházel z Horních Rakous nebo Bavorska.

## Seznam pohřbených
V klášteře bylo pohřbeno 24 mužů a 17 žen z rodu pánů z Rožmberka a Krumlova. Někteří, především ti z prvních generací, nemuseli být pohřbeni přímo v této hrobce, ale někde jinde v klášterním komplexu. Např. tělo a hlava popraveného Záviše z Falkenštejna byly pohřbeny odděleně v kapitulní síni. Zakladatel kláštera Vok I. z Rožmberka byl pravděpodobně pohřben na čestném místě v ose kostela přímo před hlavním oltářem. Je možné, že velká pohřební komora byla zbudována teprve Vokovým synem Jindřichem I., protože jistě do ní byla pohřbena až v roce 1307 Alžběta z Dobrušky. V hrobce samotné tak bylo pravděpodobně uloženo 35 těl.

### Chronologicky podle data úmrtí
V tabulce jsou uvedeny základní informace o pohřbených. Fialově jsou vyznačeni příslušníci rodu Rožmberků, modře pánů z Krumlova, žlutě jsou vyznačeny manželky přivdané do obou rodin. Červeně jsou vyznačeni rožmberští vladaři. Generace jsou počítány od Vítka I. z Prčice († 1194). U manželek je generace v závorce a týká se generace manžela. Děti jsou vypsány v poznámce u matky, avšak pokud byla matka pohřbena jinde, jsou děti uvedeny v poznámce u otce.
| Po-řa-dí | Gene-race | Jméno pohřbeného                            | Datum a místo narození           | Otec                                                       | Datum a místo sňatku, choť                                                                               | Pohřeb a uložení do hrobky | Poznámky |
| Po-řa-dí | Gene-race | Jméno pohřbeného                            | Datum a místo úmrtí              | Matka                                                      | Datum a místo sňatku, choť                                                                               | Pohřeb a uložení do hrobky | Poznámky |
| -------- | --------- | ------------------------------------------- | -------------------------------- | ---------------------------------------------------------- | --- | --- | --- |
| 1.       | 3.        | Vok I. z Rožmberka                          |                                  | Vítek III. z Prčice a Plankenberka před 1194 – po 1244     | Hedvika ze Schaunbergu † 1315                                                                            | Asi pohřben v hrobu v ose kněžiště. | Zakladatel kláštera s rodovou nekropolí, vnuk Vítka I. z Prčice († 1194). Nejvyšší maršálek Českého království (1255–1262). Narodily se mu následující děti: - 1. Hedvika - 2. Jindřich I. († 1310; č. 8) - 3. Vítek VI. († 1277; č. 2) Manželka byla pohřbena v klášteře Rein. |
| 1.       | 3.        | Vok I. z Rožmberka                          | 3. 6. 1262 Štýrský Hradec        | Kunhuta z Schönheringu                                     | Hedvika ze Schaunbergu † 1315                                                                            | Asi pohřben v hrobu v ose kněžiště. | Zakladatel kláštera s rodovou nekropolí, vnuk Vítka I. z Prčice († 1194). Nejvyšší maršálek Českého království (1255–1262). Narodily se mu následující děti: - 1. Hedvika - 2. Jindřich I. († 1310; č. 8) - 3. Vítek VI. († 1277; č. 2) Manželka byla pohřbena v klášteře Rein. |
| 2.       | 4.        | Vítek VI. z Rožmberka                       |                                  | Vok I. z Rožmberka (č. 1)                                  | | | |
| 2.       | 4.        | Vítek VI. z Rožmberka                       | 22. 9. 1277                      | Hedvika ze Schaunbergu † 1315                              | | | |
| 3.       | 5.        | Záviš z Falkenštejna z rodu pánů z Krumlova | snad 1250                        | Budivoj I. z Krumlova před rokem 1220 – kolem roku 1272    | asi 1281: Kunhuta Uherská (Haličská) z rodu Rurikovců 1245 – 9. 9. 1285 Praha                            | Pohřben v kapitulní síni. | Jeho manželka Kunhuta byla českou královnou (1261–1278), dále rakouskou, štýrskou, korutanskou a kraňskou vévodkyní. Byla pohřbena v Anežském klášteře v Praze. Jejím prvním mužem byl pátý český král Přemysl Otakar II. (králem 1253–1278). |
| 3.       | 5.        | Záviš z Falkenštejna z rodu pánů z Krumlova | 24. 8. 1290 Hluboká nad Vltavou  | Perchta (Berta) z Falkenštejna                             | 4. 5. 1288: Alžběta Kumánka (Uherská) z rodu Arpádovců snad 1255 – 1322                                  | Pohřben v kapitulní síni. | Jeho manželka Kunhuta byla českou královnou (1261–1278), dále rakouskou, štýrskou, korutanskou a kraňskou vévodkyní. Byla pohřbena v Anežském klášteře v Praze. Jejím prvním mužem byl pátý český král Přemysl Otakar II. (králem 1253–1278). |
| 4.       | (5.)      | Ofka                                        |                                  |                                                            | Jindřich z Krumlova (č. 5)                                                                               | | |
| 4.       | (5.)      | Ofka                                        | 6. 6. 1300                       |                                                            | Jindřich z Krumlova (č. 5)                                                                               | | |
| 5.       | 5.        | Jindřich z Krumlova                         |                                  | Vítek I. z Krumlova před rokem 1220–1277                   | Ofka (č. 4)                                                                                              | | |
| 5.       | 5.        | Jindřich z Krumlova                         | 6. 5. před r. 1302               | Sibyla                                                     | Ofka (č. 4)                                                                                              | | |
| 6.       | 5.        | Vok II. z Krumlova                          |                                  | Vítek I. z Krumlova před rokem 1220–1277                   | | | Ultimus familiae. |
| 6.       | 5.        | Vok II. z Krumlova                          | 5. 1. 1302                       | Sibyla                                                     | | | Ultimus familiae. |
| 7.       | (4.)      | Alžběta z Dobrušky                          |                                  |                                                            | Jindřich I. z Rožmberka (č. 8)                                                                           | | Narodily se jí následující děti: - 1. Johana, provd. z Michalovic († 1317; č. 9) - 2. Markéta, provd. ze Strakonic († 1357; č. 13) - 3. Anežka, provd. z Lipé - 4. dcera, provd. z Kravař - 5. Jindřich - 6. Petr I. († 1347; č. 11) |
| 7.       | (4.)      | Alžběta z Dobrušky                          | 22. 1. 1307                      |                                                            | Jindřich I. z Rožmberka (č. 8)                                                                           | | Narodily se jí následující děti: - 1. Johana, provd. z Michalovic († 1317; č. 9) - 2. Markéta, provd. ze Strakonic († 1357; č. 13) - 3. Anežka, provd. z Lipé - 4. dcera, provd. z Kravař - 5. Jindřich - 6. Petr I. († 1347; č. 11) |
| 8.       | 4.        | Jindřich I. z Rožmberka                     |                                  | Vok I. z Rožmberka (č. 1)                                  | Alžběta z Dobrušky (č. 7)                                                                                | | Nejvyšší zemský komorník Českého království (1301–1310). |
| 8.       | 4.        | Jindřich I. z Rožmberka                     | 4. 7. 1310                       | Hedvika ze Schaunbergu † 1315                              | Alžběta z Dobrušky (č. 7)                                                                                | | Nejvyšší zemský komorník Českého království (1301–1310). |
| 9.       | 5.        | Johana z Rožmberka                          |                                  | Jindřich I. z Rožmberka (č. 8)                             | Jan I. z Michalovic † 1306                                                                               | | |
| 9.       | 5.        | Johana z Rožmberka                          | 3. 2. 1317                       | Alžběta z Dobrušky (č. 7)                                  | Jan I. z Michalovic † 1306                                                                               | | |
| 10.      | (5.)      | Viola Těšínská z rodu Piastovců             | 1290 Těšín                       | Měšek I. Těšínský 1252/1256 – 27. srpna 1315               | 5. 10. 1305 Brno: Václav III. z rodu Přemyslovců 6. 10. 1289 Praha – 4. 8. 1306 Olomouc                  | | Česká a polská královna (1305–1306). |
| 10.      | (5.)      | Viola Těšínská z rodu Piastovců             | 21. 9. 1317                      |                                                            | Petr I. z Rožmberka (č. 11)                                                                              | | Česká a polská královna (1305–1306). |
| 11.      | 5.        | Petr I. z Rožmberka, zv. Kajícník           |                                  | Jindřich I. z Rožmberka (č. 8)                             | Viola Těšínská (č. 10)                                                                                   | | Hlava rodu (1310–1347), nejvyšší zemský komorník Českého království (1310–1319, 1325–1347). Je považován za druhého fundátora Vyšebrodského kláštera. Mecenáš devíti deskových obrazů Mistra vyšebrodského oltáře. |
| 11.      | 5.        | Petr I. z Rožmberka, zv. Kajícník           | 14. 10. 1347                     | Alžběta z Dobrušky (č. 7)                                  | Kateřina (snad) z Vartenberka (č. 12)                                                                    | | Hlava rodu (1310–1347), nejvyšší zemský komorník Českého království (1310–1319, 1325–1347). Je považován za druhého fundátora Vyšebrodského kláštera. Mecenáš devíti deskových obrazů Mistra vyšebrodského oltáře. |
| 12.      | (5.)      | Kateřina (snad) z Vartenberka               |                                  |                                                            | Petr I. z Rožmberka (č. 11)                                                                              | | Narodily se jí následující děti: - 1. Kateřina, provd. ze Šternberka - 2. Anna, provd. z Lipé a poté z Hradce († 1388) - 3. Marcela "Mecela", provd. z Leuchtenbergu († 1380) - 4. dcera, provd. z Kunštátu - 5. dcera, provd. z Potštejna - 6. dcera, provd. z Kamenice - 7. Jindřich II. († 1346, padl v bitvě u Kresčaku) - 8. Petr II. († 1384) - 9. Jan I. († 1389; pohřben v hrobce v kostele sv. Jiljí v Třeboni) - 10. Oldřich I. († 1390; č. 17) - 11. Jošt I. (1343–1369)                                                                                    |
| 12.      | (5.)      | Kateřina (snad) z Vartenberka               | 7. 4. 1355                       |                                                            | Petr I. z Rožmberka (č. 11)                                                                              | | Narodily se jí následující děti: - 1. Kateřina, provd. ze Šternberka - 2. Anna, provd. z Lipé a poté z Hradce († 1388) - 3. Marcela "Mecela", provd. z Leuchtenbergu († 1380) - 4. dcera, provd. z Kunštátu - 5. dcera, provd. z Potštejna - 6. dcera, provd. z Kamenice - 7. Jindřich II. († 1346, padl v bitvě u Kresčaku) - 8. Petr II. († 1384) - 9. Jan I. († 1389; pohřben v hrobce v kostele sv. Jiljí v Třeboni) - 10. Oldřich I. († 1390; č. 17) - 11. Jošt I. (1343–1369)                                                                                    |
| 13.      | 5.        | Markéta z Rožmberka                         |                                  | Jindřich I. z Rožmberka (č. 8)                             | Bavor III. ze Strakonic († 1318)                                                                         | | Manžel byl pohřben v klášteře Zlatá Koruna. |
| 13.      | 5.        | Markéta z Rožmberka                         | 14. 6. 1357                      | Alžběta z Dobrušky (č. 7)                                  | Bavor III. ze Strakonic († 1318)                                                                         | | Manžel byl pohřben v klášteře Zlatá Koruna. |
| 14.      | 6.        | Jošt I. z Rožmberka                         |                                  | Petr I. z Rožmberka (č. 11)                                | Anežka z Wallsee (č. 19)                                                                                 | | Hlava rodu (1347–1369), nejvyšší zemský komorník Českého království (1347–1351). |
| 14.      | 6.        | Jošt I. z Rožmberka                         | 24. 6. 1369                      | Kateřina z Vartenberka (č. 12)                             | Anežka z Wallsee (č. 19)                                                                                 | | Hlava rodu (1347–1369), nejvyšší zemský komorník Českého království (1347–1351). |
| 15.      | 6.        | Petr II. z Rožmberka                        | 1326 Český Krumlov               | Petr I. z Rožmberka (č. 11)                                | Anežka z Wallsee (č. 19)                                                                                 | | Probošt kolegiální kapituly Všech svatých na Pražském hradě (1355–1384). |
| 15.      | 6.        | Petr II. z Rožmberka                        | 16. 11. 1384 Vyšší Brod          | Kateřina z Vartenberka (č. 12)                             | Anežka z Wallsee (č. 19)                                                                                 | | Probošt kolegiální kapituly Všech svatých na Pražském hradě (1355–1384). |
| 16.      | (6.)      | Alžběta (Eliška) z Vartenberka              |                                  |                                                            | Oldřich I. z Rožmberka (č. 17)                                                                           | | Narodily se jí následující děti: - 1. Anna, provd. z Monfortu († po 1409) - 2. Anežka, provd. z Walsee († po 1408) - 3. Jindřich III. (1361–1412; č. 20) |
| 16.      | (6.)      | Alžběta (Eliška) z Vartenberka              | 12. 3. 1387                      |                                                            | Oldřich I. z Rožmberka (č. 17)                                                                           | | Narodily se jí následující děti: - 1. Anna, provd. z Monfortu († po 1409) - 2. Anežka, provd. z Walsee († po 1408) - 3. Jindřich III. (1361–1412; č. 20) |
| 17.      | 6.        | Oldřich I. z Rožmberka                      |                                  | Petr I. z Rožmberka (č. 11)                                | Alžběta z Vartenberka (č. 16)                                                                            | | Hlava rodu (1369–1390). |
| 17.      | 6.        | Oldřich I. z Rožmberka                      | 4. 3. 1390                       | Kateřina z Vartenberka (č. 12)                             | Alžběta z Vartenberka (č. 16)                                                                            | | Hlava rodu (1369–1390). |
| 18.      | (7.)      | Barbora ze Schaunbergu                      |                                  |                                                            | 1380: Jindřich III. z Rožmberka (č. 20)                                                                  | | Narodily se jí následující děti: - 1. Lidmila († mladá) - 2. Petr III. (1381–1406) |
| 18.      | (7.)      | Barbora ze Schaunbergu                      | 6. 3. 1398                       |                                                            | 1380: Jindřich III. z Rožmberka (č. 20)                                                                  | | Narodily se jí následující děti: - 1. Lidmila († mladá) - 2. Petr III. (1381–1406) |
| 19.      | (6.)      | Anežka z Wallsee                            |                                  |                                                            | Petr II. z Rožmberka (č. 15)                                                                             | | |
| 19.      | (6.)      | Anežka z Wallsee                            | 12. 5. 1402                      |                                                            | Petr II. z Rožmberka (č. 15)                                                                             | | |
| 20.      | 7.        | Jindřich III. z Rožmberka                   |                                  | Oldřich I. z Rožmberka (č. 17)                             | 1380: Barbora ze Schaunbergu (č. 18)                                                                     | | Hlava rodu (1390–1412), nejvyšší purkrabí Českého království. |
| 20.      | 7.        | Jindřich III. z Rožmberka                   | 28. 7. 1412                      | Alžběta z Vartenberka (č. 16)                              | 1399: Alžběta z Kravař (č. 21)                                                                           | | Hlava rodu (1390–1412), nejvyšší purkrabí Českého království. |
| 21.      | (7.)      | Alžběta (Eliška) z Kravař (z Plumlova)      |                                  |                                                            | 1399: Jindřich III. z Rožmberka (č. 20)                                                                  | | Narodily se jí následující děti: - 1. Oldřich II. (1403–1462; č. 23) - 2. Kateřina, provd. z Wallsee (1405 – po 1454) - 3. Jan (1407–1462) |
| 21.      | (7.)      | Alžběta (Eliška) z Kravař (z Plumlova)      | 25. 7. 1444                      |                                                            | 1399: Jindřich III. z Rožmberka (č. 20)                                                                  | | Narodily se jí následující děti: - 1. Oldřich II. (1403–1462; č. 23) - 2. Kateřina, provd. z Wallsee (1405 – po 1454) - 3. Jan (1407–1462) |
| 22.      | 9.        | Jindřich IV. z Rožmberka                    |                                  | Oldřich II. z Rožmberka (č. 23)                            | Anežka ze Schaunbergu † před 13. 5. 1461                                                                 | | 2. vladař domu rožmberského (1451–1457), vrchní hejtman ve Slezsku. |
| 22.      | 9.        | Jindřich IV. z Rožmberka                    | 25. 1. 1457                      | Kateřina z Vartenberka † 1436                              | Anežka ze Schaunbergu † před 13. 5. 1461                                                                 | | 2. vladař domu rožmberského (1451–1457), vrchní hejtman ve Slezsku. |
| 23.      | 8.        | Oldřich II. z Rožmberka                     | 13. 1. 1403                      | Jindřich III. z Rožmberka (č. 20)                          | Kateřina z Vartenberka † 1436                                                                            | | Hlava rodu od roku 1412, 1. vladař domu rožmberského (1418–1451), nejvyšší purkrabí Českého království. Narodily se mu následující děti: - 1. Anežka († 1488; pohřbena v hrobce v kostele sv. Jiljí v Třeboni) - 2. Lidmila, provd. Švamberková - 3. Perchta, provd. z Liechtensteinu, zv. "Bílá Paní" (1425–1476, pohřbena ve Vídni) - 4. Jindřich IV. (1427–1457; č. 22) - 5. Jošt II. (1430–1467; pohřben v katedrále sv. Jana Křtitele ve Vratislavi) - 6. Jan II. (1434–1472; č. 24)                                                                              |
| 23.      | 8.        | Oldřich II. z Rožmberka                     | 28. 4. 1462                      | Alžběta (Eliška) z Kravař (č. 21)                          | Kateřina z Vartenberka † 1436                                                                            | | Hlava rodu od roku 1412, 1. vladař domu rožmberského (1418–1451), nejvyšší purkrabí Českého království. Narodily se mu následující děti: - 1. Anežka († 1488; pohřbena v hrobce v kostele sv. Jiljí v Třeboni) - 2. Lidmila, provd. Švamberková - 3. Perchta, provd. z Liechtensteinu, zv. "Bílá Paní" (1425–1476, pohřbena ve Vídni) - 4. Jindřich IV. (1427–1457; č. 22) - 5. Jošt II. (1430–1467; pohřben v katedrále sv. Jana Křtitele ve Vratislavi) - 6. Jan II. (1434–1472; č. 24)                                                                              |
| 24.      | 9.        | Jan II. z Rožmberka, zv. Pokojný            |                                  | Oldřich II. z Rožmberka (č. 23)                            | 1454: Anna Hlohovská (č. 25)                                                                             | | 3. vladař domu rožmberského (1457–1472), vrchní hejtman ve Slezsku. |
| 24.      | 9.        | Jan II. z Rožmberka, zv. Pokojný            | 8. 11. 1472                      | Kateřina z Vartenberka † 1436                              | 1454: Anna Hlohovská (č. 25)                                                                             | | 3. vladař domu rožmberského (1457–1472), vrchní hejtman ve Slezsku. |
| 25.      | (9.)      | Anna Hlohovská z rodu Piastovců             |                                  | Jindřich IX. Starší Hlohovský † 1467                       | 1454: Jan II. z Rožmberka (č. 24)                                                                        | | Narodily se jí následující děti: - 1. Jindřich V. (1456–1489; č. 26) - 2. Kateřina, provd. Šternberková (1457–1521; pohřbena v hrobce v kostele sv. Jiljí v Třeboni) - 3. Vok II. (1459–1505; č. 28) - 4. Markéta (1460–?), jeptiška - 5. Barbora, provd. Biberštejnová (1460 – po 1474) - 6. Petr IV. (1462–1523; č. 30) - 7. Hedvika, provd. z Grafeneggu, poté z Boskovic, naposledy ze Starhembergu (1464–1520) - 8. Eliška, provd. Hardeggová (1466–1507) - 9. Johana (1467–1482; pohřbena v hrobce v kostele sv. Jiljí v Třeboni) - 10. Oldřich III. (1471–1513) |
| 25.      | (9.)      | Anna Hlohovská z rodu Piastovců             | 17. 12. 1483                     | Hedvika Slezská                                            | 1454: Jan II. z Rožmberka (č. 24)                                                                        | | Narodily se jí následující děti: - 1. Jindřich V. (1456–1489; č. 26) - 2. Kateřina, provd. Šternberková (1457–1521; pohřbena v hrobce v kostele sv. Jiljí v Třeboni) - 3. Vok II. (1459–1505; č. 28) - 4. Markéta (1460–?), jeptiška - 5. Barbora, provd. Biberštejnová (1460 – po 1474) - 6. Petr IV. (1462–1523; č. 30) - 7. Hedvika, provd. z Grafeneggu, poté z Boskovic, naposledy ze Starhembergu (1464–1520) - 8. Eliška, provd. Hardeggová (1466–1507) - 9. Johana (1467–1482; pohřbena v hrobce v kostele sv. Jiljí v Třeboni) - 10. Oldřich III. (1471–1513) |
| 26.      | 10.       | Jindřich V. z Rožmberka                     | 25. 6. 1456                      | Jan II. z Rožmberka (č. 24)                                | | | 4. vladař domu rožmberského (1472–1475), dušenvě nemocný. |
| 26.      | 10.       | Jindřich V. z Rožmberka                     | 21. 5. 1489 Rožmberk nad Vltavou | Anna Hlohovská (č. 25)                                     | | | 4. vladař domu rožmberského (1472–1475), dušenvě nemocný. |
| 27.      | (10.)     | Alžběta (Eliška) z Kravař a ze Strážnice    |                                  |                                                            | Petr IV. z Rožmberka (č. 30)                                                                             | | Narodila se jí dcera Barbora, která však zemřela v mládí. |
| 27.      | (10.)     | Alžběta (Eliška) z Kravař a ze Strážnice    | 1. 5. 1500                       |                                                            | Petr IV. z Rožmberka (č. 30)                                                                             | | Narodila se jí dcera Barbora, která však zemřela v mládí. |
| 28.      | 10.       | Vok II. z Rožmberka                         | 18. 7. 1459                      | Jan II. z Rožmberka (č. 24)                                | Markéta z Gutštejna † 1524                                                                               | | 5. vladař domu rožmberského (1475–1493), zemský hejtman v Čechách. Narodily se mu následující děti: - 1. Sidonie "Zikuna" - 2. Jan III. (1484–1532; č. 34) - 3. Jindřich VI. (1487–1494; pohřben v hrobce v kostele sv. Jiljí v Třeboni) - 4. Jošt III. (1488–1539; č. 35) - 5. Petr V. (1489–1545; č. 36) - 6. Jindřich VII. (1496–1526; č. 31) |
| 28.      | 10.       | Vok II. z Rožmberka                         | 1. 9. 1505                       | Anna Hlohovská (č. 25)                                     | Markéta z Gutštejna † 1524                                                                               | | 5. vladař domu rožmberského (1475–1493), zemský hejtman v Čechách. Narodily se mu následující děti: - 1. Sidonie "Zikuna" - 2. Jan III. (1484–1532; č. 34) - 3. Jindřich VI. (1487–1494; pohřben v hrobce v kostele sv. Jiljí v Třeboni) - 4. Jošt III. (1488–1539; č. 35) - 5. Petr V. (1489–1545; č. 36) - 6. Jindřich VII. (1496–1526; č. 31) |
| 29.      | 10.       | Oldřich III. z Rožmberka                    | 17. 1. 1471                      | Jan II. z Rožmberka (č. 24)                                | | | |
| 29.      | 10.       | Oldřich III. z Rožmberka                    | 4. 11. 1513                      | Anna Hlohovská (č. 25)                                     | | | |
| 30.      | 10.       | Petr IV. z Rožmberka                        | 17. 1. 1462                      | Jan II. z Rožmberka (č. 24)                                | Alžběta z Kravař (č. 27)                                                                                 | | 6. vladař domu rožmberského (1493–1523), zemský hejtman v Čechách. |
| 30.      | 10.       | Petr IV. z Rožmberka                        | 9. 10. 1523                      | Anna Hlohovská (č. 25)                                     | Alžběta z Kravař (č. 27)                                                                                 | | 6. vladař domu rožmberského (1493–1523), zemský hejtman v Čechách. |
| 31.      | 11.       | Jindřich VII. z Rožmberka                   | 15. 1. 1496                      | Vok II. z Rožmberka (č. 28)                                | 7. 11. 1520: Magdaléna ze Šternberka † 28. 6. 1521                                                       | | 7. vladař domu rožmberského (1523–1526). |
| 31.      | 11.       | Jindřich VII. z Rožmberka                   | 18. 8. 1526                      | Markéta z Gutštejna † 1524                                 | 26. 11. 1522: Anna z Hradce po 5. 10. 1570                                                               | | 7. vladař domu rožmberského (1523–1526). |
| 32.      | (11.)     | Bohunka (Vendelína) ze Starhembergu         |                                  |                                                            | 1529: Jošt III. z Rožmberka (č. 35)                                                                      | | Narodila se jí dcera: - Anna "Alžběta", provd. z Hradce (1530–1580) |
| 32.      | (11.)     | Bohunka (Vendelína) ze Starhembergu         | 27. 1. 1530                      |                                                            | 1529: Jošt III. z Rožmberka (č. 35)                                                                      | | Narodila se jí dcera: - Anna "Alžběta", provd. z Hradce (1530–1580) |
| 33.      | 12.       | Ferdinand Vok z Rožmberka                   | 27. 4. 1531                      | Jošt III. z Rožmberka (č. 35)                              | | | |
| 33.      | 12.       | Ferdinand Vok z Rožmberka                   | 9. 12. 1531                      | Anna z Rogendorfu (č. 38)                                  | | | |
| 34.      | 11.       | Jan III. z Rožmberka                        | 24. 11. 1484                     | Vok II. z Rožmberka (č. 28)                                | | | 8. vladař domu rožmberského (1526–1532), nejvyšší převor českých johanitů. |
| 34.      | 11.       | Jan III. z Rožmberka                        | 29. 2. 1532                      | Markéta z Gutštejna † 1524                                 | | | 8. vladař domu rožmberského (1526–1532), nejvyšší převor českých johanitů. |
| 35.      | 11.       | Jošt III. z Rožmberka                       | 30. 6. 1488                      | Vok II. z Rožmberka (č. 28)                                | 1529: Bohunka (Vendelína) ze Starhembergu (č. 32)                                                        | | 9. vladař domu rožmberského (1532–1539). |
| 35.      | 11.       | Jošt III. z Rožmberka                       | 15. 10. 1539                     | Markéta z Gutštejna † 1524                                 | 17. 7. 1530 Augsburg: Anna z Rogendorfu (č. 38)                                                          | | 9. vladař domu rožmberského (1532–1539). |
| 36.      | 11.       | Petr V. z Rožmberka, zv. Kulhavý            | 17. 12. 1489                     | Vok II. z Rožmberka (č. 28)                                | | | 10. vladař domu rožmberského (1539–1545). |
| 36.      | 11.       | Petr V. z Rožmberka, zv. Kulhavý            | 6. 11. 1545                      | Markéta z Gutštejna                                        | | | 10. vladař domu rožmberského (1539–1545). |
| 37.      | (12.)     | Kateřina Brunšvická                         | 28. 5. 1534 Münden               | Erich I. Brunšvicko-Kalenberský                            | 28. 2. 1557 Münden: Vilém z Rožmberka 10. 3. 1535 zámek Schützendorf, Horní Rakousy – 31. 8. 1592 Praha  | [ pozn. 12 ] | Byla luteránského vyznání, bezdětná. Sestra Ericha II. |
| 37.      | (12.)     | Kateřina Brunšvická                         | 10. 5. 1559 Karlovy Vary         | Alžběta Braniborská                                        | 28. 2. 1557 Münden: Vilém z Rožmberka 10. 3. 1535 zámek Schützendorf, Horní Rakousy – 31. 8. 1592 Praha  | [ pozn. 12 ] | Byla luteránského vyznání, bezdětná. Sestra Ericha II. |
| 38.      | (11.)     | Anna z Rogendorfu                           |                                  | Volfgang z Rogendorfu 29. 1. 1483 – srpen 1540 Budín, padl | 17. 7. 1530 Augsburg: Jošt III. z Rožmberka (č. 35)                                                      | | Narodily se jí následující děti: - 1. Ferdinand (*/† 1531; č. 33) - 2. Alžběta (1532–1576) - 3. Oldřich (1534–1535) - 4. Vilém (1535–1592; pohřev v Rožmberské hrobce v kostele sv. Víta v Českém Krumlově) - 5. Bohunka, provd. Lobkowiczová (1536–1557) - 6. Eva, provd. Zrinská a podruhé Gassoldová (1537–1591) - 7. Petr Vok (1539–1611; č. 41) |
| 38.      | (11.)     | Anna z Rogendorfu                           | 5. 9. 1562                       | Alžběta z Liechtensteinu asi 1483 – 21. 8. 1517            | 17. 7. 1530 Augsburg: Jošt III. z Rožmberka (č. 35)                                                      | | Narodily se jí následující děti: - 1. Ferdinand (*/† 1531; č. 33) - 2. Alžběta (1532–1576) - 3. Oldřich (1534–1535) - 4. Vilém (1535–1592; pohřev v Rožmberské hrobce v kostele sv. Víta v Českém Krumlově) - 5. Bohunka, provd. Lobkowiczová (1536–1557) - 6. Eva, provd. Zrinská a podruhé Gassoldová (1537–1591) - 7. Petr Vok (1539–1611; č. 41) |
| 39.      | (12.)     | Žofie Braniborská z Hohenzollernu           | 14. 12. 1541 Berlín              | Jáchym II. Braniborský z rodu Hohenzollernů                | 14. 12. 1561 Berlín: Vilém z Rožmberka 10. 3. 1535 zámek Schützendorf, Horní Rakousy – 31. 8. 1592 Praha | | Byla luteránského vyznání, bezdětná. Zemřela po dvoudenní nemoci ve věku 22 let. |
| 39.      | (12.)     | Žofie Braniborská z Hohenzollernu           | 27. 6. 1564 Český Krumlov        | Hedvika Jagellonská                                        | 14. 12. 1561 Berlín: Vilém z Rožmberka 10. 3. 1535 zámek Schützendorf, Horní Rakousy – 31. 8. 1592 Praha | | Byla luteránského vyznání, bezdětná. Zemřela po dvoudenní nemoci ve věku 22 let. |
| 40.      | (12.)     | Kateřina z Ludanic                          | asi 1567                         | Václav z Ludanic                                           | 14. 2. 1580 Bechyně: Petr Vok z Rožmberka (č. 41)                                                        | Její tělo bylo po tři dny vystaveno v Erbovní světnici na zámku v Českém Krumlově, 20. 7. 1601 tělo přeneseno do kostela sv. Trojice na Latránu, ve Vyšším Brodě pohřbena 29. 3. 1602 za přítomnosti manžela, Volfa Novohradského z Kolowrat a Jana Zrinského ze Serynu.                                                                                     | Ultima familiae, dědička helfštýnského panství, bezdětná. Zemřela ve věku 34 let. |
| 40.      | (12.)     | Kateřina z Ludanic                          | 22. 6. 1601 Český Krumlov        | Johana Meziříčská z Lomnice                                | 14. 2. 1580 Bechyně: Petr Vok z Rožmberka (č. 41)                                                        | Její tělo bylo po tři dny vystaveno v Erbovní světnici na zámku v Českém Krumlově, 20. 7. 1601 tělo přeneseno do kostela sv. Trojice na Latránu, ve Vyšším Brodě pohřbena 29. 3. 1602 za přítomnosti manžela, Volfa Novohradského z Kolowrat a Jana Zrinského ze Serynu.                                                                                     | Ultima familiae, dědička helfštýnského panství, bezdětná. Zemřela ve věku 34 let. |
| 41.      | 12.       | Petr Vok z Rožmberka                        | 1. 10. 1539 Český Krumlov        | Jošt III. z Rožmberka (č. 35)                              | 14. 2. 1580 Bechyně: Kateřina z Ludanic (č. 40)                                                          | Tělo bylo pitváno a nabalzamováno, od 8. 11. 1611 bylo tělo vystaveno v chladné přízemní místnosti, 15. 11. bylo uloženo do dřevěné rakve, 17. 12. bylo uloženo do cínové rakve, 30. 1. 1612 se konal smuteční průvod s rakví po Třeboni ze zámku přes náměstí do kostela sv. Jiljí a konečně 1. 2. byly ostatky uloženy do hrobky ve Vyšebrodském klášteře. | Ultimus familiae, 12. vladař domu rožmberského (1592–1611). Zemřel na zámku v Třeboni ve věku 72 let v přítomnosti svých dědiců – novoutrakvisty Jana Jiřího ze Švamberka na Orlíku († 1617) a Jana Zrinského ze Serynu (č. x612). |
| 41.      | 12.       | Petr Vok z Rožmberka                        | 6. 11. 1611 Třeboň               | Anna z Rogendorfu (č. 38)                                  | 14. 2. 1580 Bechyně: Kateřina z Ludanic (č. 40)                                                          | Tělo bylo pitváno a nabalzamováno, od 8. 11. 1611 bylo tělo vystaveno v chladné přízemní místnosti, 15. 11. bylo uloženo do dřevěné rakve, 17. 12. bylo uloženo do cínové rakve, 30. 1. 1612 se konal smuteční průvod s rakví po Třeboni ze zámku přes náměstí do kostela sv. Jiljí a konečně 1. 2. byly ostatky uloženy do hrobky ve Vyšebrodském klášteře. | Ultimus familiae, 12. vladař domu rožmberského (1592–1611). Zemřel na zámku v Třeboni ve věku 72 let v přítomnosti svých dědiců – novoutrakvisty Jana Jiřího ze Švamberka na Orlíku († 1617) a Jana Zrinského ze Serynu (č. x612). |

### Jan Zrinský
Synovec Viléma a Petra Voka z Rožmberka Jan Zrinský ze Serynu byl pohřben pod podlahou kaple sv. Benedikta. Přestože nebyl katolického vyznání, byl pohřben v cisterciáckém klášteře. Generace je uvedena v rožmberské linii po matce.
| Po-řadí | Gene-race | Jméno pohřbeného      | Datum a místo narození           | Otec                                                           | Datum a místo sňatku, choť                                               | Pohřeb a uložení do hrobky | Poznámky |
| Po-řadí | Gene-race | Jméno pohřbeného      | Datum a místo úmrtí              | Matka                                                          | Datum a místo sňatku, choť                                               | Pohřeb a uložení do hrobky | Poznámky |
| ------- | --------- | --------------------- | -------------------------------- | -------------------------------------------------------------- | ------------------------------------------------------------------------ | --- | --- |
| x612.   | (13.)     | Jan Zrinský ze Serynu | 1565 Čakovec                     | Mikuláš Zrinský ze Serynu asi 1518 – 7. 9. 1566 Szigetvár      | 7. 11. 1600 Český Krumlov: Marie Magdaléna Novohradská z Kolowrat † 1660 | Tělo bylo pitváno a nabalzamováno, poté vystaveno v zámecké kapli hradu Rožmberk, 11. 4. 1612 uloženo do cínové rakve a téhož dne pochováno ve Vyšebrodském klášteře. Nad hrobkou byla zavěšena jeho osobní zbroj a posmrtný štít. | Evangelík. V roce 1593 byl přijat do českého panského stavu. Vlastnil hrad a panství Rožmberk (od roku 1597), dále pak Libějovice a patronátní právo k Vyššímu Brodu (krátce v letech 1611–1612). Zemřel 23 dní po pohřbu svého strýce Petra Voka. Jeho pohřeb uspořádal dědic Jan Jiří ze Švamberka. |
| x612.   | (13.)     | Jan Zrinský ze Serynu | 24. 2. 1612 Rožmberk nad Vltavou | Eva z Rožmberka 12. 4. 1537 Český Krumlov – srpen 1591 Mantova | 7. 11. 1600 Český Krumlov: Marie Magdaléna Novohradská z Kolowrat † 1660 | Tělo bylo pitváno a nabalzamováno, poté vystaveno v zámecké kapli hradu Rožmberk, 11. 4. 1612 uloženo do cínové rakve a téhož dne pochováno ve Vyšebrodském klášteře. Nad hrobkou byla zavěšena jeho osobní zbroj a posmrtný štít. | Evangelík. V roce 1593 byl přijat do českého panského stavu. Vlastnil hrad a panství Rožmberk (od roku 1597), dále pak Libějovice a patronátní právo k Vyššímu Brodu (krátce v letech 1611–1612). Zemřel 23 dní po pohřbu svého strýce Petra Voka. Jeho pohřeb uspořádal dědic Jan Jiří ze Švamberka. |

Hrobku zdobí honosný figurální náhrobek z červeného mramoru. Zhotovil ho kameník Jan Baptista Späcz z Lince, práci dokončil asi rok po úmrtí Zrinského. Deska má rozměry 1,28 x 2,28 metru, je sofistikovaně zapuštěna v dlažbě kaple a zakryta jednokřídlými padacími dveřmi o rozměrech 0,98 x 1,98 metru v úrovni podlahy. Pod dveřmi je deska prohloubena o třicet centimetrů a v ní je ve vysokém reliéfu vytesána 1,98 metru vysoká ležící postava hraběte. Jan Zrinský je zpodobněn jako muž s knírem a krátkou bradkou, je oděn do ozdobného plátového brnění maxmiliánského typu, jeho hlava spočívá na polštáři a kolem krku má španělské okruží. Nalevo je opásán dlouhým mečem, napravo dýkou. Jeho zkřížené ruce, které spočívající na břiše, jsou oblečeny do plátových rukavic. U nohou v rohu vpravo je helmice, zatímco vlevo je svisle půlený erb Zrinských (čtyři perutě a věž na hradební zdi s cimbuřím mezi dvěma hvězdami). Kolem náhrobku v úrovni podlahy a dveří je latinský nápis ILLVSTR + AC + GENEROS + D + D + IOANNES + COMES + A + ZRINIO + IN + CHZIAKATHVRV + ET + EVERAV + DNS + IN + ROSENBERG + S. C. M. A. +  CONS + OBIIT + 24 FEBR + ANO + DNI + MDCXII.